# Gottfried Christoph Sommer

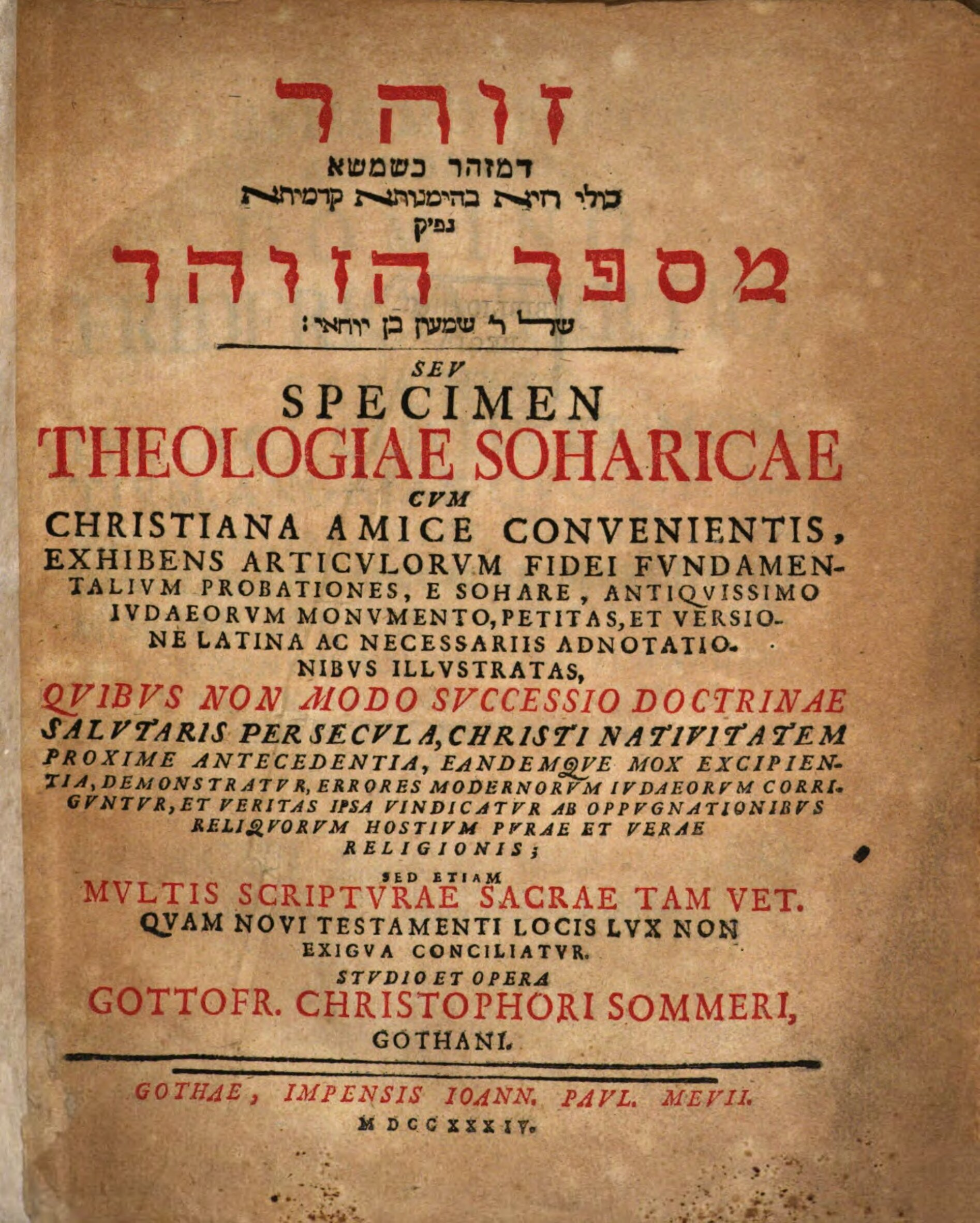
Gottfried Christoph Sommer: Zohar mi-Sefer ha-Zohar, Mevius-Verlag Gotha 1734

Gottfried Christoph Sommer (* 15. April 1706 in Langensalza, † nach ca. 1735) war ein deutscher Hebraist und Prinzenerzieher in Gotha.

## Leben
Sommer stammte aus einer evangelischen Pfarrersfamilie. Sein Großvater mütterlicherseits, Gottfried Rosenthal (1644–1711), kam aus Altenburg und war Fürstlicher Oberhofprediger und Konsistorialrat in Gotha. Sein Großvater väterlicherseits, Friedrich Sommer (1643–1700), war Pfarrer in Remstädt und später in Goldbach. Sein Vater Johann Friedrich (1677–1716) war 1706 Diakon in Langensalza, 1708 Hofdiakon in Gotha und wurde 1711 in Nachfolge seines Schwiegervaters Hofprediger auf Schloss Friedenstein.
Gottfried Christoph wuchs in Gotha auf. Er besuchtete dort bis 1723 das Gymnasium illustre und studierte danach alte Sprachen. Nach 1732 wurde er vom Herzog Friedrich III. von Sachsen-Gotha-Altenburg als Erzieher dessen jüngsten Bruders, des ca. 11-jährigen Prinzen Johann Adolf von Sachsen-Gotha-Altenburg, angestellt, bevor dieser 1735 seine Ausbildung in Genf weiterführte.
Parallel zu seiner Tätigkeit als Lehrer und Erzieher forschte und publizierte Sommer zu religiösen und philosophischen Themen. 1734 erschien im Mevius-Verlag Gotha sein 168 Seiten umfassendes Hauptwerk über die Kabbala: Zohar mi-Sefer ha-Zohar Sev Specimen Theologiae Soharicae: Cvm Christiana Amice Convenientis, Exhibens Articvlorvm Fidei Fvndamentalivm Probationes, E Sohare, Antiqvissimo Ivdaeorvm Monvmento, Petitas, Et Versione Latina Ac Necessariis Adnotationibvs Illvstratas ... auf Hebräisch, Latein und Aramäisch.

## Einzelbelege
1. ↑  Reinhard Breymayer, Friedrich Häussermann: Die Lehrtafel der Prinzessin Antonia. Walter de Gruyter, 2011, ISBN 978-3-11-083496-3, S. 565 (google.de). abgerufen am 3. Mai 2025

| Personendaten    | Personendaten                            |
| ---------------- | ---------------------------------------- |
| NAME             | Sommer, Gottfried Christoph              |
| KURZBESCHREIBUNG | deutscher Hebraist und Erzieher in Gotha |
| GEBURTSDATUM     | 15. April 1706                           |
| GEBURTSORT       | Langensalza                              |
| STERBEDATUM      | um 1735                                  |